# Metafilaktyka (hodowla)
Metafilaktyka – w hodowli przeciwdziałanie skutkom zakażeń w momencie przed pojawieniem się objawów klinicznych zakażenia prowadzone w oparciu o cykliczność produkcji. Polega na obserwacji stada i wyliczeniu momentu wystąpienia zakażenia oraz podaniu antybiotyków w momencie gdy nie występują jeszcze objawy kliniczne.